# Lepidemathis
Genre
Lepidemathis est un genre d'araignées aranéomorphes de la famille des Salticidae.

## Distribution
Les espèces de ce genre sont endémiques des Philippines.

## Liste des espèces
Selon World Spider Catalog (version 21.5, 10/01/2021) :
- Lepidemathis cavinti Barrion-Dupo & Barrion, 2020
- Lepidemathis dogmai Barrion-Dupo & Barrion, 2020
- Lepidemathis haemorrhoidalis (Simon, 1899)
- Lepidemathis lipa Barrion-Dupo & Barrion, 2020
- Lepidemathis luisae Freudenschuss & Seiter, 2016
- Lepidemathis sericea (Simon, 1899)
- Lepidemathis unicolor (Karsch, 1880)

## Publication originale
- Simon, 1903 : Histoire naturelle des araignées. Paris, vol. 2, p. 669-1080 (texte intégral).